# زیردریایی آی-۳۴
زیردریایی آی-۳۴ (به انگلیسی: Japanese submarine I-34) یک زیردریایی بود که طول آن 108.7 m (overall) بود. این زیردریایی در سال ۱۹۴۱ ساخته شد.